# Praag-Ďáblice
Praag-Ďáblice (Tsjechisch: Praha-Ďáblice) is een gemeentelijk district van de Tsjechische hoofdstad Praag die samenvalt met Ďáblice, een voorstadje van Praag aan de noordoostkant van de stad. Het district is onderdeel van het administratieve district Praag 8.
Ďáblice hoort sinds het jaar 1968 bij de gemeente Praag. Het grenst in het noorden aan Praag-Breziněves, in het oosten aan Praag-Čakovice en Praag 18-Letňany. Ten zuiden van het district ligt het gemeentelijke district Praag 8 en aan de westkant ligt Praag-Dolní Chabry.
Praag 1 · Praag 2 · Praag 3 · Praag 4 · Praag-Kunratice · Praag 5 · Praag-Slivenec · Praag 6 · Praag-Lysolaje · Praag-Nebušice · Praag-Přední Kopanina · Praag-Suchdol · Praag 7 · Praag-Troja · Praag 8 · Praag-Březiněves · Praag-Ďáblice · Praag-Dolní Chabry · Praag 9 · Praag 10 · Praag 11 · Praag-Křeslice · Praag-Šeberov · Praag-Újezd · Praag 12 · Praag-Libuš · Praag 13 · Praag-Řeporyje · Praag 14 · Praag-Dolní Počernice · Praag 15 · Praag-Dolní Měcholupy · Praag-Dubeč · Praag-Petrovice · Praag-Štěrboholy · Praag 16-Radotín · Praag-Lipence · Praag-Lochkov · Praag-Velká Chuchle · Praag-Zbraslav · Praag 17-Řepy · Praag-Zličín · Praag 18-Letňany · Praag 19-Kbely · Praag-Čakovice · Praag-Satalice · Praag-Vinoř · Praag 20-Horní Počernice · Praag 21-Újezd nad Lesy · Praag-Běchovice · Praag-Klánovice · Praag-Koloděje · Praag 22-Uhříněves · Praag-Benice · Praag-Kolovraty · Praag-Královice · Praag-Nedvězí